# ناونوکی (سرده)
ناونوکی (نام علمی: Rhynchosia) نام یک سرده از تبار فازئولآ است.